# Gaas (Landes)
Pour les articles homonymes, voir Gaas.
Gaas [ɡas], en gascon Gars, est une commune française située dans le département des Landes en région Nouvelle-Aquitaine.
Le gentilé est Gaassois.

## Géographie

### Localisation
Cette commune rurale se trouve dans les coteaux de la Chalosse, à environ 12 km au sud de Dax, 12 km au nord-est de Peyrehorade et 30 km au nord-ouest d'Orthez.

### Communes limitrophes
Les communes limitrophes sont  Bénesse-lès-Dax, Cagnotte, Heugas et Pouillon.
| Heugas   | Bénesse-lès-Dax |          |
| Cagnotte | Gaas            |          |
|          |                 | Pouillon |

### Géologie et relief
Connu pour ses fossiles marins et coquillages datant de l'ère tertiaire (-30 millions d'années), Gaas ne s'étonne pas de croiser le chemin de quelques chercheurs et scientifiques.[réf. nécessaire]
Les altitudes vont de 17 mètres à 87 mètres.

### Hydrographie
La commune est longée au nord par le Bassecq, affluent de rive gauche du Luy (lui-même affluent de rive gauche de l'Adour). Le Bassecq sépare Gaas de la commune de Bénesse-lès-Dax. 
Le Bassecq a quelques affluents, notamment le ruisseau de Jouanin (limite avec Cagnotte).

### Climat
Pour des articles plus généraux, voir Climat de la Nouvelle-Aquitaine et Climat des Landes.
Historiquement[pas clair], la commune a un micro climat océanique basque.  
En 2020, Météo-France a publié une typologie des climats de la France métropolitaine selon laquelle la commune a un climat océanique et se trouve dans la région climatique « Pyrénées atlantiques », caractérisée par une pluviométrie élevée (>1 200 mm/an) en toutes saisons, des hivers très doux (7,5 °C en plaine) et des vents faibles.
Pour la période 1971-2000, la température annuelle moyenne est de 13,4 °C, avec une amplitude thermique annuelle de 13,8 °C. Le cumul annuel moyen de précipitations est de 1 280 mm, avec 12,4 jours de précipitations en janvier et 7,8 jours en juillet. Pour la période 1991-2020, la température moyenne annuelle observée sur la station météorologique la plus proche, située sur la commune de Dax à 10 km à vol d'oiseau, est de 14,5 °C et le cumul annuel moyen de précipitations est de 1 155,2 mm,. Pour l'avenir, les paramètres climatiques de la commune estimés pour 2050 selon différents scénarios d’émission de gaz à effet de serre sont consultables sur un site dédié publié par Météo-France en novembre 2022.

### Voies de communication
La commune est proche des routes départementales 29 (reliant Dax à Peyrehorade par Bénesse-lès-Dax et Cagnotte) et 22 (reliant Bénesse à la RD 817 (Orthez-Peyrehorade) en passant par Pouillon). 
La principale route de la commune est celle qui relie Pouillon à Heugas en traversant le bourg de Gaas.
L'autoroute la plus proche est l'A 64 (Toulouse-Pau-Bayonne) qui passe près d'Orthez et au sud de Peyrehorade ; l'entrée la plus proche est celle de Peyrehorade (à 5 km au sud de cette ville).

## Urbanisme

### Typologie
Au 1er janvier 2024, Gaas est catégorisée commune rurale à habitat dispersé, selon la nouvelle grille communale de densité à sept niveaux définie par l'Insee en 2022.
Elle appartient à l'unité urbaine de Pouillon, une agglomération intra-départementale regroupant cinq  communes, dont elle est une commune de la banlieue,,. Par ailleurs la commune fait partie de l'aire d'attraction de Dax, dont elle est une commune de la couronne,. Cette aire, qui regroupe 60 communes, est catégorisée dans les aires de 50 000 à moins de 200 000 habitants,.

### Occupation des sols

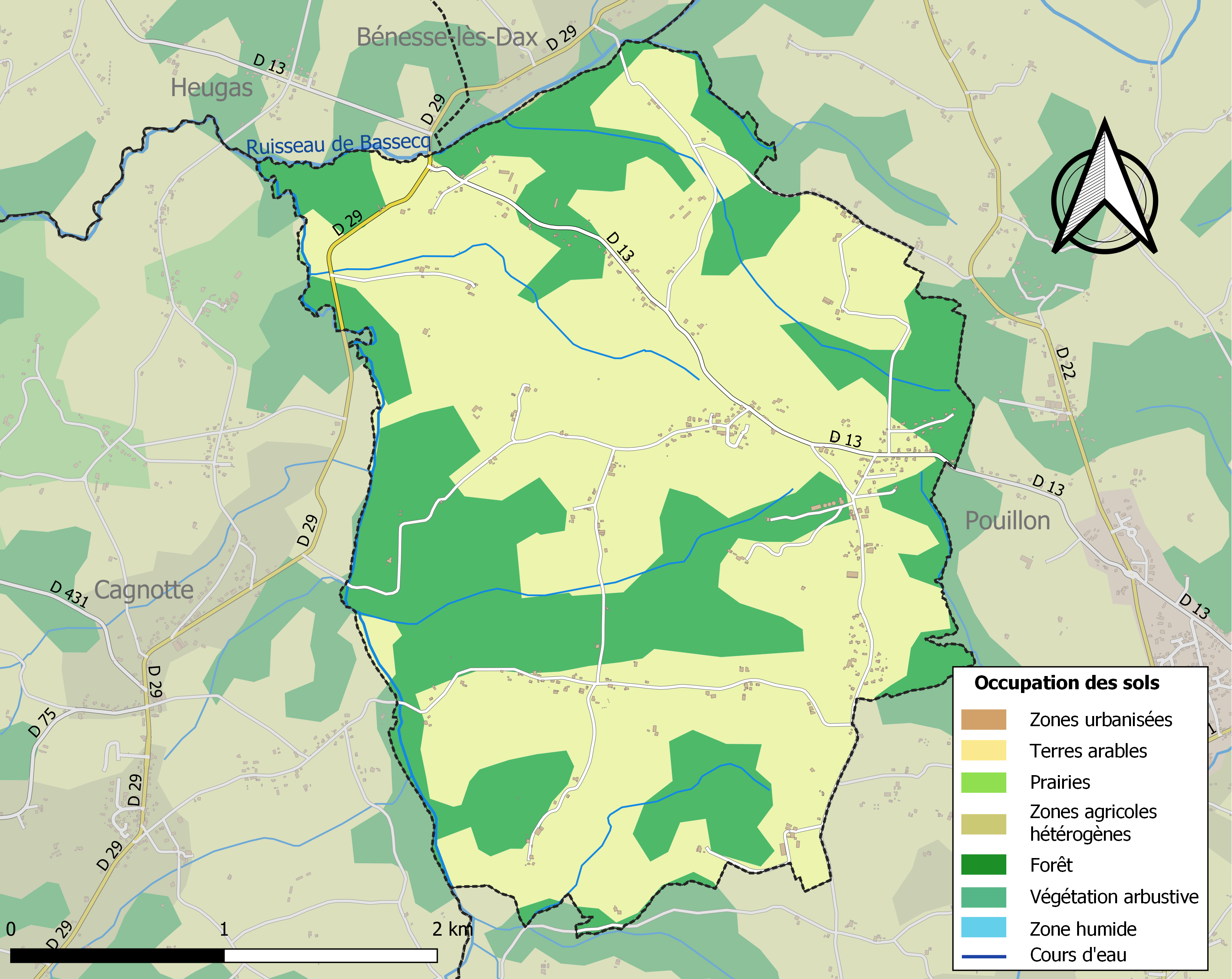
Carte des infrastructures et de l'occupation des sols de la commune en 2018 (CLC).

L'occupation des sols de la commune, telle qu'elle ressort de la base de données européenne d’occupation biophysique des sols Corine Land Cover (CLC), est marquée par l'importance des territoires agricoles (63,8 % en 2018), une proportion sensiblement équivalente à celle de 1990 (63,2 %). La répartition détaillée en 2018 est la suivante : terres arables (63,6 %), forêts (36,2 %), prairies (0,1 %), zones agricoles hétérogènes (0,1 %). L'évolution de l’occupation des sols de la commune et de ses infrastructures peut être observée sur les différentes représentations cartographiques du territoire : la carte de Cassini (XVIIIe siècle), la carte d'état-major (1820-1866) et les cartes ou photos aériennes de l'IGN pour la période actuelle (1950 à aujourd'hui).

### Risques majeurs
Le territoire de la commune de Gaas est vulnérable à différents aléas naturels : météorologiques (tempête, orage, neige, grand froid, canicule ou sécheresse), mouvements de terrains et séisme (sismicité modérée). Il est également exposé à un risque technologique,  le transport de matières dangereuses. Un site publié par le BRGM permet d'évaluer simplement et rapidement les risques d'un bien localisé soit par son adresse soit par le numéro de sa parcelle.

#### Risques naturels
Les mouvements de terrains susceptibles de se produire sur la commune sont des tassements différentiels.

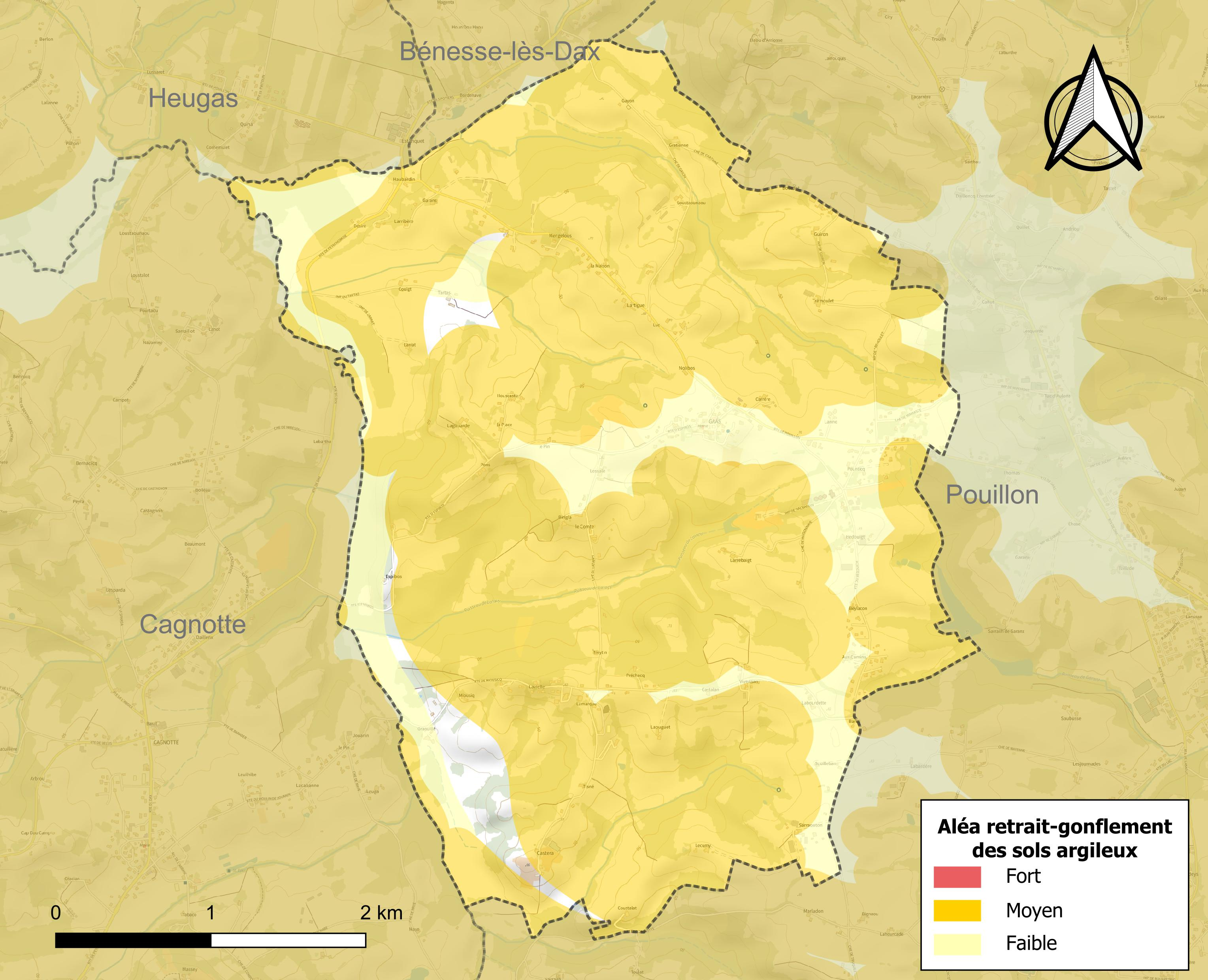
Carte des zones d'aléa retrait-gonflement des sols argileux de Gaas.

Le retrait-gonflement des sols argileux est susceptible d'engendrer des dommages importants aux bâtiments en cas d’alternance de périodes de sécheresse et de pluie. 82,1 % de la superficie communale est en aléa moyen ou fort (19,2 % au niveau départemental et 48,5 % au niveau national). Sur les 225 bâtiments dénombrés sur la commune en 2019,  129 sont en aléa moyen ou fort, soit 57 %, à comparer aux 17 % au niveau départemental et 54 % au niveau national. Une cartographie de l'exposition du territoire national au retrait gonflement des sols argileux est disponible sur le site du BRGM,.
La commune a été reconnue en état de catastrophe naturelle au titre des dommages causés par les inondations et coulées de boue survenues en 1988, 1999 et 2009 et par des mouvements de terrain en 1999

#### Risques technologiques
Le risque de transport de matières dangereuses sur la commune est lié à sa traversée par une ou des infrastructures routières ou ferroviaires importantes ou la présence d'une canalisation de transport d'hydrocarbures. Un accident se produisant sur de telles infrastructures est susceptible d’avoir des effets graves sur les biens, les personnes ou l'environnement, selon la nature du matériau transporté. Des dispositions d’urbanisme peuvent être préconisées en conséquence.

## Toponymie
Son nom occitan gascon est Gars.

## Politique et administration
| Période                                  | Période   | Identité           | Étiquette | Qualité              |
| ---------------------------------------- | --------- | ------------------ | --------- | -------------------- |
| juin 1995                                | mars 2014 | Jean-Marc Lescoute | PCF       | Agriculteur          |
| mars 2014                                | En cours  | Isabelle Cazenave  | DVD       | Employée de commerce |
| Les données manquantes sont à compléter. |           |                    |           |                      |

## Démographie
| 1793 | 1800 | 1806 | 1821 | 1831 | 1836 | 1841 | 1846 | 1851 |
| ---- | ---- | ---- | ---- | ---- | ---- | ---- | ---- | ---- |
| 513  | 515  | 552  | 553  | 620  | 601  | 609  | 632  | 592  |

| 1856 | 1861 | 1866 | 1872 | 1876 | 1881 | 1886 | 1891 | 1896 |
| ---- | ---- | ---- | ---- | ---- | ---- | ---- | ---- | ---- |
| 601  | 570  | 596  | 559  | 587  | 602  | 586  | 567  | 502  |

| 1901 | 1906 | 1911 | 1921 | 1926 | 1931 | 1936 | 1946 | 1954 |
| ---- | ---- | ---- | ---- | ---- | ---- | ---- | ---- | ---- |
| 522  | 516  | 517  | 504  | 488  | 475  | 423  | 409  | 390  |

| 1962 | 1968 | 1975 | 1982 | 1990 | 1999 | 2006 | 2008 | 2013 |
| ---- | ---- | ---- | ---- | ---- | ---- | ---- | ---- | ---- |
| 356  | 349  | 305  | 320  | 342  | 364  | 450  | 474  | 502  |

| 2018 | 2022 | - | - | - | - | - | - | - |
| ---- | ---- | - | - | - | - | - | - | - |
| 486  | 471  | - | - | - | - | - | - | - |

## Économie
La majorité de la population travaille dans l'agriculture et cultive ces terres abondantes et "pleines de richesses". C'est aux sons des élevages, des tracteurs, du vent fouettant les branches des arbres fruitiers que vivent paisiblement les habitants de Gaas. L'harmonie des couleurs des différentes cultures telles que le blé, maïs, orge mais aussi les fleurs entretenues par les employés municipaux, contribuent à l'embellissement du village.
C'est ainsi que depuis 2002, Gaas est primée de trois fleurs au concours national des villes et villages fleuris.

## Lieux et monuments

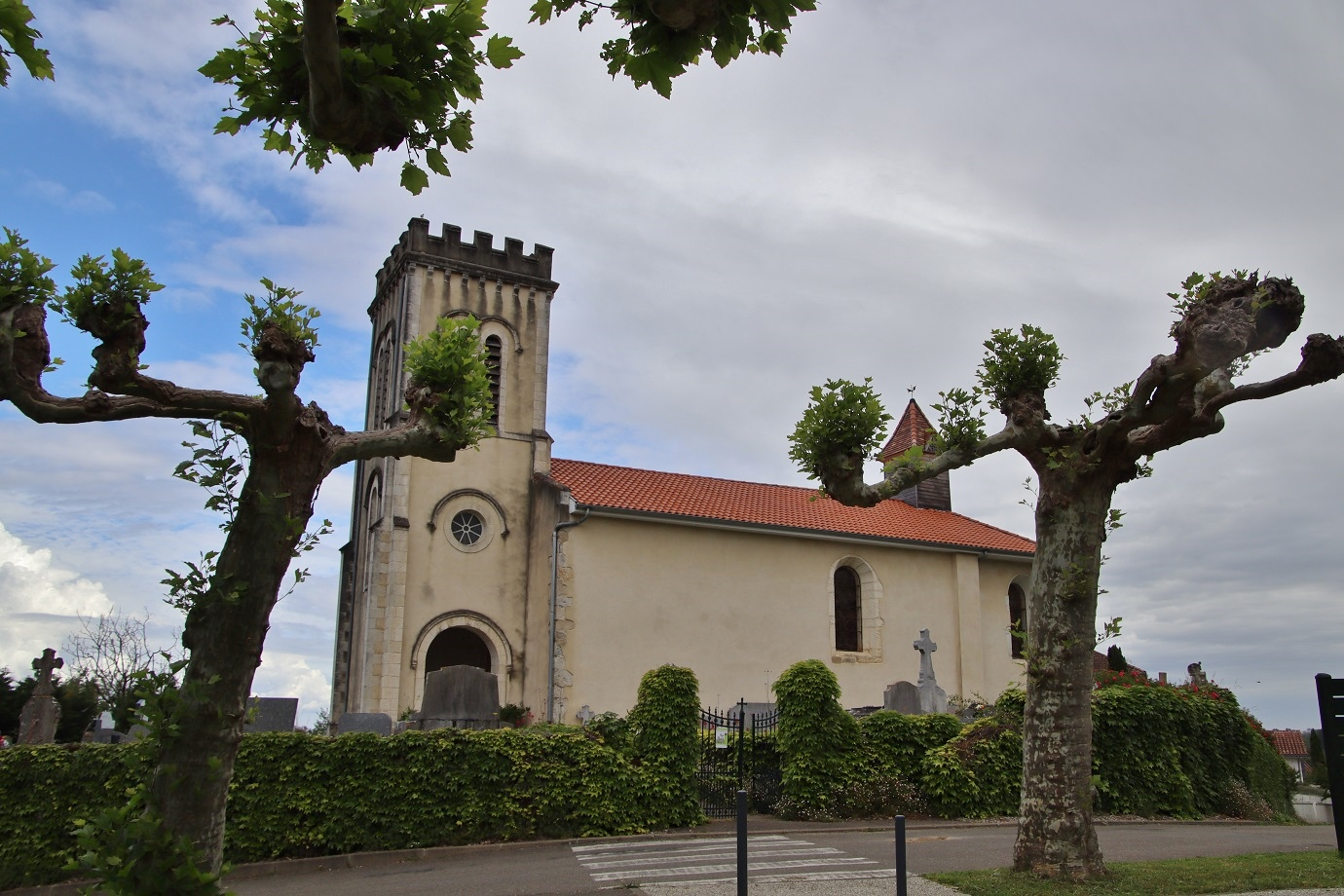
L'église paroissiale Saint-Laurent.

- Église Saint-Laurent de Gaas.

## Personnalités liées à la commune
- Jean Rameau (1858-1942) : c'est ici, que naquit ce célèbre écrivain, conteur et poète[29].